# Кортегана
Кортегана (на испански: Cortegana) е населено място и община в Испания. Намира се в провинция Уелва, в състава на автономната област Андалусия. Общината влиза в състава на района (комарка) Сиера де Уелва. Заема площ от 174 km². Населението му е 4939 души (по преброяване от 2010 г.). Разстоянието до административния център на провинцията е 121 km.

## Демография
| 1996 | 1998 | 1999 | 2000 | 2001 | 2002 | 2003 | 2004 | 2005 | 2006 |
| ---- | ---- | ---- | ---- | ---- | ---- | ---- | ---- | ---- | ---- |
| 5206 | 5137 | 5132 | 5084 | 5075 | 5013 | 5005 | 4988 | 4952 | 5039 |